# Polícia de Quebec
A Polícia Nacional de Quebec ou Sûreté du Québec (Segurança do Quebec) é uma instituição policial, constituída por funcionários civis, responsável pela manutenção da paz e da ordem pública, pela preservação da vida, da segurança dos direitos fundamentais e dos bens das populações do território de Quebeque, no Canadá.  

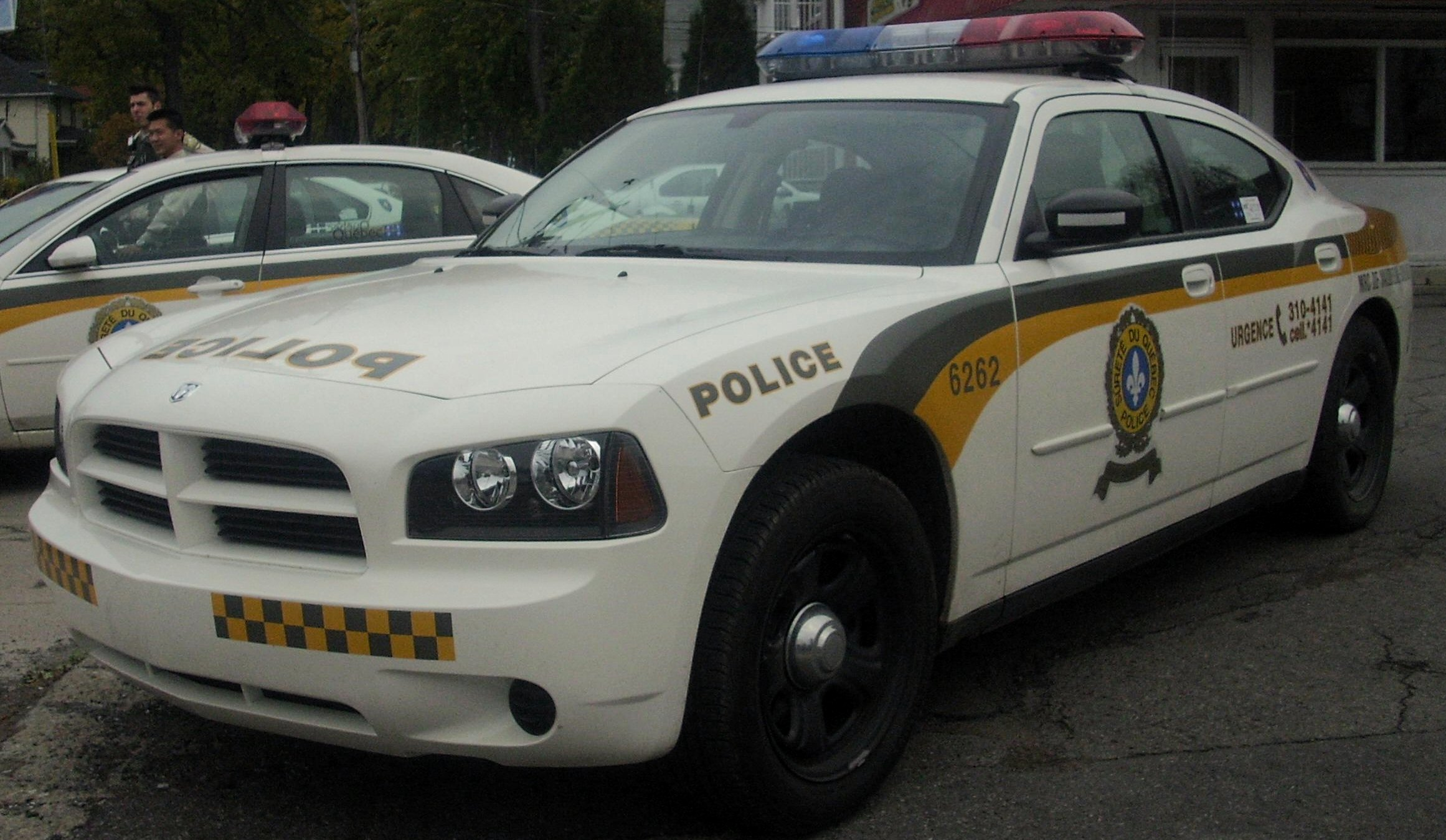
Carro patrulha- Dodge Charger

## Organização
A Polícia de Quebeque, chefiada por um Diretor Geral é dividida em quatro departamentos principais, dirigidos, cada um, por um Diretor Adjunto.

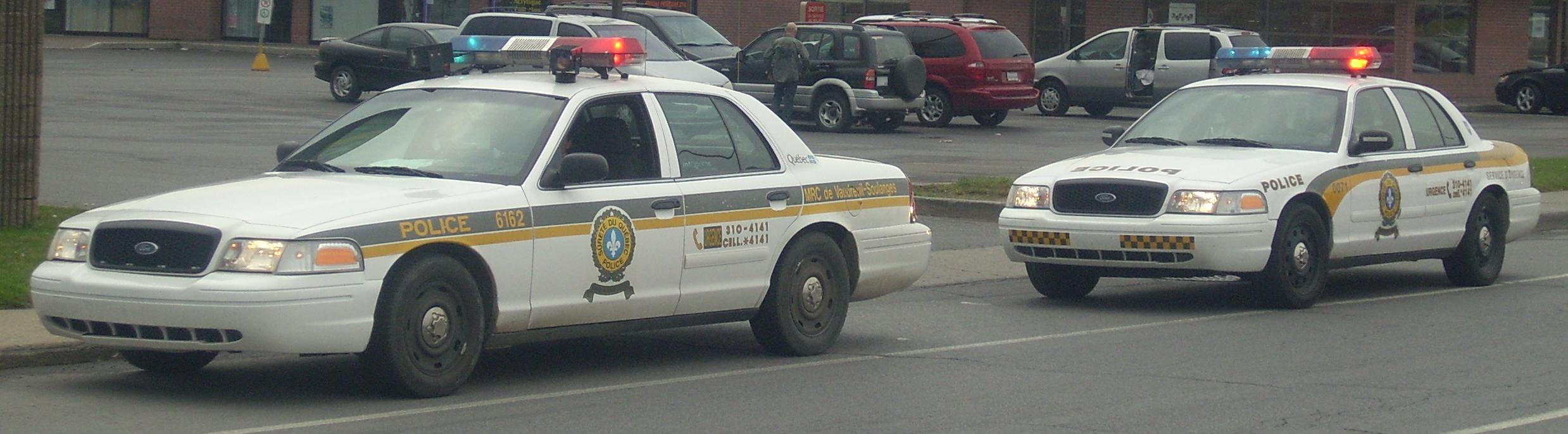
Outro modelo de viatura policial- Ford Crown Victoria

- Direção Geral
- Segurança territorial
- Investigação Criminal
- Administração
- Assuntos institucionais

### Diretor Geral
Subordinado ao Ministro da Segurança Pública, o Diretor-Geral dirige e administra a instituição em conformidade com a legislação de polícia. É auxiliado pelos diretores gerais adjuntos e assessorado pelo seu estado-maior. Define as diretrizes necessárias à manutenção dos níveis de eficácia e eficiência da organização e aconselha o Ministro sobre assuntos da segurança pública.

### Polícia Territorial
Encarrega-se da prevenção criminal através do exercício do policiamento ostensivo, da iniciativa das medidas de urgência policial, do patrulhamento rodoviário e do estreitamento das relações comunitárias, sobre todo o território de Quebeque e dos municípios com os quais mantêm convênio.

### Investigação Criminal
Compete reprimir os crimes através da atividade investigativa, da pesquisa e coleta de vestígios e provas nos locais de crime para encaminhamento aos laboratórios periciais, da pesquisa sobre as diversas formas de criminalidade e da análise estratégica e tática para enfrentamento das probabilidades de delinquência. 

### Administração
Trata da gestão dos recursos humanos, matérias e financeiros da Polícia de Quebeque, como forma de assegurar o aproveitamento eficiente e integral do conjunto de recursos da organização. A ela compete a aquisição de imóveis, equipamentos e veículos.

### Assuntos institucionais
Objetiva propiciar à instituição o desenvolvimento da competência  profissional e técnica que permita gerir a soma de recursos colocados à disposição e melhorar o desempenho policial em toda a sua extensão.

## Descentralização dos serviços policiais
A Sûreté du Québec divide o território em dez distritos, cada um reproduzindo a mesma estrutura da organização central, tais como o Gabinete do Comandante e as Divisões de Polícia Territorial, Investigação Criminal, Administração e Assuntos Institucionais.
Os distritos têm a seguinte localização:
1. Bas-Saint-Laurent-Gaspésie-Îles-de-la-Madeleine
2. Saguenay-Lac-Saint-Jean
3. Capitale-Nationale-Chaudière-Appalaches
4. Mauricie-Centre-du-Québec
5. Estrie
6. Montréal-Laval-Laurentides-Lanaudière
7. Outaouais
8. Abitibi-Témiscamingue-Nord-du-Québec
9. Côte-Nord

## Histórico

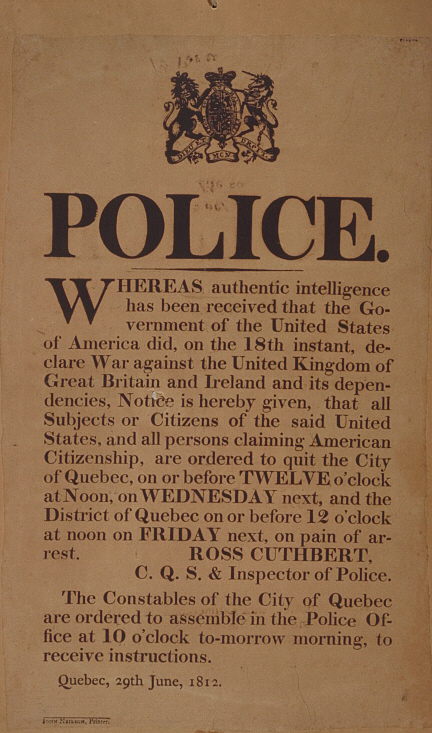
Edital - período colonial inglês

A criação da Polícia Provincial de Quebeque em 1 de fevereiro de 1870, foi a primeira iniciativa para instituir-se uma polícia local. Foi designado como comissário chefe o juiz Pierre-Antoine Doucet, que estabeleceu a central de polícia na cidade de Quebeque. Pequenos destacamentos foram criados na medida das necessidades crescentes. As cidades de Lévis, Hull e Sherbrooke foram dotadas dos primeiros postos policiais.
Em 1877, a cidade de Quebeque criou o seu próprio corpo de polícia que se transformaria na atual Sûreté du Québec. A polícia provincial continuou funcionando parcialmente sob a direção de um comissário, o tenente-coronel João Batista Amyot.

## Divisa
SERVICE, INTÉGRITÉ, JUSTICE
Serviço – É a vontade da Polícia de Quebeque de bem servir ao público e de atender as demandas dos cidadãos
Integridade – É a conduta irrepreensível dos seus membros em todas as intervenções, caracterizando a união da instituição com a população.
Justiça -  Sinônimo de imparcialidade, neutralidade e objetividade como base das intervenções policiais, de forma a respeitar os direitos de cada um.